# Мовчан Володимир Петрович
Мовчан Володимир Петрович (2 жовтня 1951) — український політик. Очільник Кіровоградської області з 22 вересня 2009 по 6 квітня 2010.

## Біографія
Народився 2 жовтня 1951 року в селі Суходільське, Долинський район, Кіровоградської області.

### Освіта
- Криворізький гірничозбагачувальний технікум (1970)
- Дніпропетровський металургійний інститут (1984), інженер-металург;
- Доктор технічних наук.

## Діяльність
- З 05.1969 по 08.1969 — помічник аґломератника 5-го розряду, Центральний гірничо-збагачувальний комбінат, м. Кривий Ріг.
- З 04.1970 по 11.1970 — агломератник 7-го розряду, Качканарський гірничо-збагачувальний комбінат, м. Качканар Свердловської області.
- З 11.1970 по 11.1972 — служба в армії, м. Кривий Ріг.
- З 12.1972 — гірничий 6-го розряду, згодом агломератник 7-го розряду; з 12.1976 — майстер дільниці; з 09.1981 — начальник виробничої дільниці фабрики огрудкування, з 02.1982 по 11.1985 — заступник з виробництва начальника фабрики огрудкування; з 02.1986 по 09.1987 — заступник директора з виробництва — начальника виробничого відділу
- З 09.1987 по 09.1991 — секретар парткому, Центральний гірничо-збагачувальний комбінат, м. Кривий Ріг.
- З 09.1991 по 11.1991 — 1-й заступник директора НВО «Чорнобиль», м. Кривий Ріг
- З 11.1991 по 04.1992 — технічний директор НВО «Чорнобиль», м. Кривий Ріг
- З 04.1992 по 05.1993 — директор НВО «Чорнобиль», м. Кривий Ріг
- З 05.1993 по 01.1994 — генеральний директор, НВО «Кривбасасфальт»
- З 01.1994 по 11.1994 — начальник Шляхово-будівельного управління № 33, м. Кривий Ріг.
- З 11.1994 по 12.1997 — директор Криворізького шляхо-будівного об'єднання «Кривбасасфальт» АТ «Дніпробуд».
- З 12.1997 по 06.1999 — генеральний директор ВАТ «Центральний гірничо-збагачувальний комбінат».
- З 06.1999 по 04.2002 — голова правління ВАТ «Центральний гірничо-збагачувальний комбінат».
- У 1998—2002 — голова планово-бюджетної комісії Криворізької міськради.

У 1999 — довірена особа кандидата у Президенти України Леоніда Кучми у територіальному виборчому окрузі.
З квітня 2002 по березень 2005 — Народний депутат України 4-го скликання, обраний по виборчому округу № 31, Дніпропетровська область. З 21.12.2005 в групі «Відродження»
Засл. працівник пром. України. Медаль «За ефективне управління». Орден «За трудові досягнення» IV ст. Георгіївська медаль «Честь, слава, праця» II ст. Золота зірка Міжнар. кадр. академії (2000, за ефективне упр.). «Орден пошани» Міжнар. кадр. академії (2006). Лауреат Міжнар. рейтинґу «Золота фортуна» (2000). Почесний знак «Знак за вагомий внесок у розвиток професійної освіти» (2005). Нагруд. знак «Відмінник освіти України» (2004). Лауреат Держ. премії України в галузі науки і техніки (2007).